# SCADA

Анімація роботи графічного інтерфейсу SCADA-системи

SCADA (аббр. від англ. supervisory control and data acquisition — диспетчерське управління і збір даних) — програмний пакет, призначений для розробки або забезпечення роботи в реальному часі систем збору, обробки, відображення та архівування інформації про об'єкт моніторингу або управління. SCADA може бути частиною АСК ТП, АСКОЕ, системи екологічного моніторингу, наукового експерименту, автоматизації будівлі тощо.
SCADA-системи використовують у всіх галузях господарства, де потрібно забезпечувати операторський контроль за технологічними процесами в реальному часі. Це програмне забезпечення встановлюється на комп'ютери і, для зв'язку з об'єктом, використовує драйвери введення-виведення або OPC/DDE сервери. Програмний код може бути як написаний на одній з мов програмування, так і згенерований в середовищі проектування.
Іноді SCADA-системи комплектуються додатковим ПЗ для програмування промислових контролерів. Такі SCADA-системи називаються інтегрованими і до них додають термін SoftLogic.
Термін «SCADA» має двояке тлумачення. Найбільш широко поширене розуміння SCADA як програмного комплексу, що забезпечує виконання зазначених функцій, а також інструментальних засобів для розробки цього програмного забезпечення. Однак часто під SCADA-системою мають на увазі програмно-апаратний комплекс. Подібне розуміння терміна SCADA більш характерно для телеметрії.

## Основні завдання
SCADA-системи вирішують такі завдання:[джерело?]
- Обмін даними з «пристроями зв'язку з об'єктом» (тобто з промисловими контролерами і платами вводу-виводу) в реальному часі через драйвери.
- Обробка інформації в реальному часі.
- Логічне управління.
- Відображення інформації на екрані монітора в зручній і зрозумілій для людини формі.
- Ведення бази даних реального часу з технологічною інформацією.
- Аварійна сигналізація і управління тривожними повідомленнями.
- Підготовка та генерування звітів про хід технологічного процесу.
- Здійснення мережевої взаємодії між SCADA ПК.
- Забезпечення зв'язку з зовнішніми додатками (СУБД, електронні таблиці, текстові процесори і т. д.).

В системі управління підприємством такими додатками найчастіше є додатки, які відносять до рівня MES.
SCADA-системи дозволяють розробляти АСК ТП як автономні програми, а також в клієнт-серверної або в розподіленої архітектурі.

## Основні компоненти SCADA
SCADA-система зазвичай містить такі підсистеми:[джерело?]
- Драйвери або сервери введення-виведення — програми, що забезпечують зв'язок SCADA з промисловими контролерами, лічильниками, АЦП і іншими пристроями введення-виведення інформації.
- Диспетчерська система (головний термінал) (MTU англ. Master Terminal Unit) — збирає дані про процес і відправляє команди процесору (керування).
- Програмований логічний контролер (PLC англ. Programmable Logic Controller) використовується як польовий пристрій у зв'язку з вищою ніж у RTU спеціального призначення економічністю, універсальністю і гнучкістю.
- Комунікаційна інфраструктура (CS англ. Communication System) для реалізації промислової мережі.
- Система реального часу — програма, що забезпечує обробку даних в межах заданого тимчасового циклу з урахуванням пріоритетів.
- Людино-машинний інтерфейс (HMI англ. Human Machine Interface) — інструмент, який подає дані про хід процесу людині операторові, що дозволяє операторові контролювати процес і управляти ним.
- Абонентський кінцевий блок (віддалений термінал) (RTU англ. Remote Terminal Unit), що під'єднується до датчиків процесу, перетворює сигнал з датчика в цифровий код і відправляє дані в диспетчерську систему.
- Програма-редактор для розробки людино-машинного інтерфейсу.
- Система логічного управління — програма, що забезпечує виконання призначених для користувача програм (скриптів) логічного управління в SCADA-системі. Набір редакторів для їх розробки.
- База даних реального часу — програма, що забезпечує збереження історії процесу в режимі реального часу.
- Система управління тривогами — програма, що забезпечує автоматичний контроль технологічних подій, віднесення їх до категорії нормальних, що попереджають або аварійних, а також обробку подій оператором або комп'ютером.
- Генератор звітів — програма, що забезпечує створення призначених для користувача звітів про технологічні події. Набір редакторів для їх розробки.
- Зовнішні інтерфейси — стандартні інтерфейси обміну даними між SCADA та іншими додатками. Зазвичай OPC, DDE, ODBC, DLL і т. д.

## Концепції систем
Термін SCADA зазвичай відноситься до централізованих систем контролю і управління всією системою, або комплексами систем, здійснюваного за участю людини. Більшість керуючих впливів виконується автоматично УСО (RTU) або ПЛК (PLC). Безпосереднє управління процесом зазвичай забезпечується RTU або PLC, а SCADA управляє режимами роботи. Наприклад, PLC може управляти потоком води, що охолоджує всередині частини виробничого процесу, а SCADA система може дозволити операторам змінювати уставки для потоку, змінювати маршрути руху рідини, заповнювати ті або інші ємності, а також стежити за тривожними повідомленнями (алармами), такими як — втрата потоку і висока температура, які повинні бути відображені, записані, і на які оператор повинен своєчасно реагувати. Цикл управління зі зворотним зв'язком проходить через RTU або PLC, в той час як SCADA система контролює повне виконання циклу.
Збір даних починається в RTU або на рівні PLC і включає свідчення вимірювального приладу. Далі дані збираються і форматуються таким способом, щоб оператор диспетчерської, використовуючи HMI, міг прийняти контролюючі рішення — коригувати або перервати стандартне управління коштами RTU / PLC. Дані також можуть бути записані в архів для побудови трендів та іншої аналітичної обробки накопичених даних.

## Архітектура SCADA-систем
Залежно від складності керованого технологічного процесу, а також вимог до надійності, SCADA-системи будуються по одній з наступних архітектур:

### Автономні
При використанні даної архітектури система складається з однієї або декількох робочих станцій оператора, що не «знають» один про одного. Всі функції системи виконуються на єдиною (декількох незалежних) станцій. переваги:
- простота.

Недоліки:
- низька відмовостійкість;
- не забезпечується істинність даних (історичні дані можуть відрізнятися між різними станціями),

### Клієнт-Серверні
В даному випадку система виконується на сервері, а оператори використовують клієнтські станції для моніторингу та управління процесом. Високонадійні системи будуються на базі подвійного або потрійного резервування серверів і дублювання клієнтських станцій оператора, дублювання здійснювати підключення до мережі сервер-сервер і клієнт-сервер. При даній архітектурі вже можливо поділ функцій SCADA-системи між серверами. Наприклад, збір даних і управління ПЛК виконується на одному сервері, архівування даних — на другому, а взаємодія з клієнтами — на третьому.

### Розподілені
При використанні архітектури розподіленої системи управління (РСУ) обчислення здійснюються на декількох взаємопов'язаних обчислювальних пристроях, часто з функцією взаємного резервування. Розподілені SCADA-системи з взаємним резервуванням відрізняються підвищеною надійністю.

## SCADA-системи з відкритим кодом
В даний час[коли?] існують рішення, засновані на відкритому вихідному коді.

## Уразливості
SCADA-системи можуть бути уразливі для атак хакерів. Так, в 2010 році з використанням вірусу Stuxnet була здійснена атака на центрифуги для збагачення урану в Ірані. Таким чином, для захисту інформаційних комплексів, що містять SCADA-системи, потрібне дотримання загальних вимог інформаційної безпеки.
В 2013 році були оприлюднені результати досліджень в рамках проєкту «Robus». Дослідники застосували інструменти фазингу для перевірки промислових реалізацій протоколу DNP3. Ними було виявлено понад 25 різних уразливостей у низці досліджених продуктів. Ці уразливості дозволяли зловмисникові виводити з ладу сервери управління або ж отримувати повний контроль над ними, тощо.
Частина виявлених ними уразливостей були присутні в серверних модулях, реалізація уразливостей відбувалась як через TCP/IP, так і через послідовні з'єднання.
26 травня 2016 року комп'ютерна група реагування на надзвичайні ситуації (ICS-CERT) попередила про залежності в SCADA-системах на основі web-технологій, що дозволяють віддалено вносити конфігураційні зміни та керувати процесами. Виправити їх неможливо, оскільки на пристроях нікуди встановляти патчі.
В грудні 2015 року сталась кібератака на енергетичні компанії України — перша відома хакерська атака на енергосистему з виведенням її із ладу. Наступного, 2016 року, сталась повторна атака на енергетичні компанії України.